# Ferdinand Langenberg
Ferdinand Langenberg, né le 7 avril 1849 à Goch, mort le  17 février 1931, est un sculpteur sur bois allemand.

## Biographie
Ferdinand Langenberg  est fils de Heinrich Langenberg, marteleur de cuivre. Après la mort de sa mère en 1859, il passe beaucoup de temps avec son grand-père Johannes Langenberg, charpentier de Kalkar. En 1863, il commence un apprentissage de sculpteur à Boxmeer.
Après la fin de sa formation en 1867, il part en compagnonnage à Aix-la-Chapelle puis à Munich. À Aix-la-Chapelle, il  entre comme  compagnon dans l'atelier du sculpteur néogothique Friedrich Wilhelm Mengelberg (de). En 1868, Langenberg devient membre de la congrégation des jeunes compagnons d'Aix qui se consacre particulièrement à la dévotion mariale. En 1872, il part à des fins d'études pour Munich, où il suit à côté de son travail des cours de dessin à la Feiertagszeichenschule. 
Lors de l'exposition annuelle d'art de 1873 à Munich, Langenberg reçoit une médaille d'or. Il passe le mois de septembre à Rome. En 1890,  Langenberg obtient sa première commande importante pour la création d'un maître-autel à Weeze, dont la conception est fortement influencée par Ernst Franz August Münzenberger (de) pasteur à Francfort. En 1892, Langenberg se voit confier pour la première fois la restauration d'un autel de style gothique tardif dans l'église Saint-Nicolas de Kalkar. À cette occasion, il rencontre Paul Clemen,  conservateur régional et important historien d'art.
Accompagné de Joseph Windshausen, chapelain de Venlo,  Langenberg entreprend en 1898 un voyage d'étude dans plusieurs villes du nord de l'Allemagne, en vue de la préparation de son travail sur l'autel de la Martinikerk de Venlo. En 1900, l'atelier de Langenberg emploie déjà 30 personnes. En 1902 Langenberg reçoit la médaille d'État en argent à l'exposition d'art et d'artisanat de Düsseldorf, pour le maître-autel de l'église Saint-Godard  à Tönisvorst.
Joseph Windshausen, après avoir été libéré du service de l'église, devient consultant permanent de Langenberg et emménage dans sa maison à Goch. Sous la direction artistique de Joseph Windshausen est achevé en 1911 la plus grande œuvre de Langenberg, le maître-autel de la basilique des Saints-Apôtres de Cologne, en style neoromain. Après la mort de sa femme en 1925,  Langenberg transmet la gestion de son atelier à son fils aîné Josef Langenberg, ancien élève de l'École royale des arts appliqués de Munich
Langenberg meurt en 1931, Josef Langenberg dissout l'atelier en 1936 à la mort de Windhausen.

## Postérité

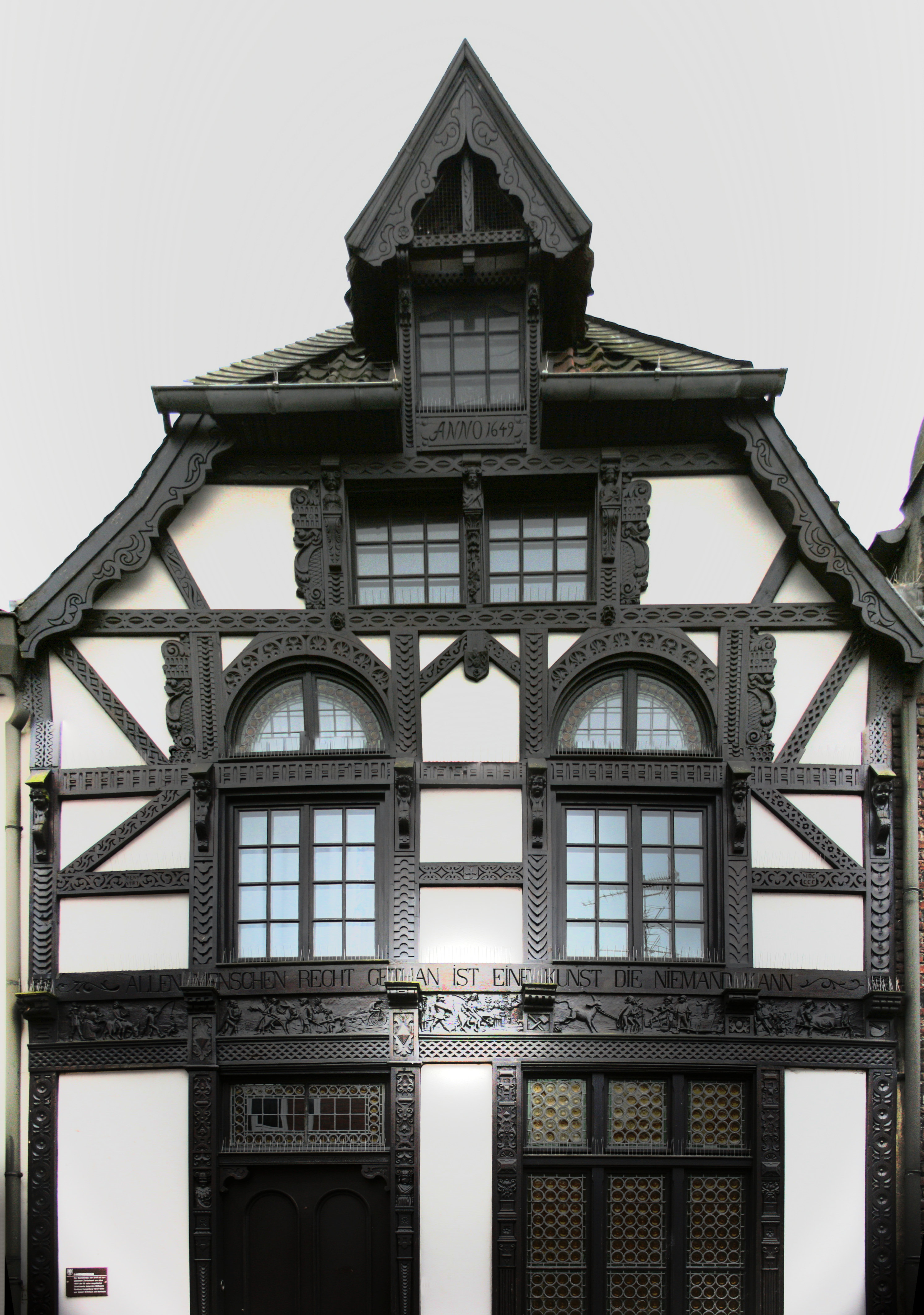
Langenberghaus, avec le décor sculpté par Ferdinand Langenberg.

L'importance Ferdinand Langenberg ne peut être évaluée que dans le cadre du mouvement néogothique et de son importance dans la période du  Kulturkampf. Les catholiques en Rhénanie voient dans la construction des églises néogothique et leurs intérieurs une affirmation de leur position politique et une manifestation anti-prussienne. On observe également une confiance renouvelée de  l'église catholique en Rhénanie durant cette période. Ferdinand Langenberg appartient à ces cercles anti-prussiens qui ont fortement marqués son œuvre,.
La maison de Langenberg, le Langenberghaus à la Roggenstraße, où l'artiste a vécu et a dirigé son atelier, est une maison à colombages rénovée, et comporte des sculptures néogothiques de Ferdinand Langenberg.  Le toit avancé de la maison est décoré de sculptures de l'artiste. Le musée de Goth conserve un nombre considérable de dessins, de nombreuses photographies de l'atelier, des sculptures et des modèles d'autel particulièrement intéressants du sculpteur. Il y  a aussi de nombreux accessoires de son atelier, journaux intimes, livres de modèles, livres comptables  et de nombreux outils.

## Ferdinand-Langenberg-Kulturpreis de la ville de Goch
La caisse d'épargne régionale de Goch-Kevelaer-Weeze (Verbandssparkasse Goch-Kevelaer-Weeze (de)) fonde en 1989 un prix appelé Ferdinand-Langenberg-Kulturpreis. Il a été décerné notamment aux récipiendaires suivants : 
- 1991: Rudolf Schoofs (de).
- 1993: Brigitte Gmareich-Jünemann[6]
- 1997: K. A. Janßen (de).
- 1999: Klaus Simon (de).

## Source
- (de) Cet article est partiellement ou en totalité issu de l’article de Wikipédia en allemand intitulé « Ferdinand Langenberg » (voir la liste des auteurs).